# 阿恰里帕拉姆
阿恰里帕拉姆（Acharipallam），是印度泰米尔纳德邦甘尼亚古马里县的一个城镇。总人口12743（2001年）。

## 人口
该地2001年总人口12743人，其中男性6391人，女性6352人；0—6岁人口1226人，其中男596人，女630人；识字率81.94%，其中男性为83.71%，女性为80.15%。